# Dorobanțu (gmina w okręgu Călărași)
Dorobanțu – gmina w Rumunii, w okręgu Călărași. Obejmuje miejscowości Boșneagu, Dorobanțu i Vărăști. W 2011 roku liczyła 3065 mieszkańców. 